# Yves Lecoq
Pour les articles homonymes, voir Lecoq.
Yves Lecoq, est un humoriste, imitateur et animateur français, né le 4 mai 1946 dans le 15e arrondissement de Paris[réf. nécessaire].

## Biographie

### Famille et jeunesse
De son vrai nom Yves Louis Georges Lecoquierre, il est né d'un père officier de marine qui meurt lorsqu'il a 13 ans et d'une mère issue d'une famille d'ancienne bourgeoisie francilienne, les Dubois (olim Duboys) de La Vigerie — dont il a ajouté, à titre d'usage, le nom de famille à son patronyme. Il a quatre frères et sœurs avec lesquels il vit dans une mansarde de deux pièces dans un hôtel du XVIIe siècle, non loin de leur grand-mère Georgette (épouse Duboys de La Vigerie), antiquaire et Belge d'origine. Son magasin se situait au Quartier latin, rue Bonaparte, et c'est elle qui lui a inculqué le goût de l'art et du beau.
Très tôt il s'intéresse au monde des comiques et, plutôt que de faire une carrière d'avocat ou de journaliste comme le souhaitent ses parents, il se dirige vers le théâtre et la comédie. À l'âge de 17 ans, Yves Lecoq participe à un radio-crochet de Radio Luxembourg à Nantes, chez sa sœur, où on lui reproche de prendre la voix des autres : sa vocation est née. Au cours de ses études secondaires au lycée Georges-Clemenceau de Nantes, il participe au « groupe théâtral » du club Unesco et, en 1965, joue son premier rôle, celui du procureur Hallers, dans la pièce de Paul Lindau. Il obtient ensuite une licence en art à la Sorbonne,,.

### Carrière
Pendant cinq ans, à l'issue de ses études, il exerce la profession d'antiquaire, s'occupant du magasin d'antiquités de sa grand-mère Georgette rue Bonaparte, tout en poursuivant sa passion pour l'imitation chantée. Il s'exerce alors dans le fond de sa boutique et joue devant ses amis, notamment Paul Wermus, qui le présente en 1971 au producteur Bob Otovic : ce dernier lui propose alors de faire l'ouverture de son nouveau cabaret en Normandie, où il imite Serge Gainsbourg, Jane Birkin, Nina Simone, Philippe Bouvard et Jacques Chancel. En 1973, le même producteur lui offre la possibilité de se produire dans un cabaret de l'avenue des Champs-Élysées, où de nombreuses personnalités vont voir son spectacle. Cette opportunité lui permet ensuite d'accompagner le chanteur Éric Charden en tournée et de passer avec lui à l'Olympia. Michel Drucker et Danièle Gilbert l'embauchent ensuite à Europe 1. Entraîné dans son nouveau métier, il ferme son magasin d'antiquités. Dans les années 1970 et 1980, il chante une dizaine de chansons qui lui apportent une certaine notoriété[réf. nécessaire].
Dans les années 1980, il anime diverses émissions, dont Suivez Lecoq de 1980 à 1981, L'Académie des neuf en 1987 sur Antenne 2 et Tout le monde il est gentil de 1989 à 1990 sur La Cinq.
De septembre 1988 à juin 2018, il participe à l'émission Les Guignols de l'info sur Canal +, dans laquelle il imite de nombreuses personnalités, notamment le personnage central de Patrick Poivre d'Arvor (« PPD ») ce qui l'a rendu célèbre auprès du grand public. Il n'écrit cependant pas les textes qu'il fait dire aux marionnettes. Son imitation de Jacques Chirac dans cette émission lui a également valu sa renommée.
En décembre 1989 et 1990, il présente l’élection de Miss France 1990 et 1991 en direct sur FR3. Julien Lepers lui succède en décembre 1991.
En 1991, la télévision lui accorde au moins deux shows télé spéciaux : Lecoq Un diffusé le 3 juin 1991 sur TF1. Au départ l'émission devait être trimestrielle, puis Lecoq Tel diffusé sur La Cinq[réf. nécessaire].
Il a participé, de 1994 à 2000, et en 2005, aux concerts des Enfoirés.
Il anime Graines de star de 1996 à 1997 sur M6. De 2005 à 2019, il anime le samedi en début d'après-midi sur France 3 Les Grands du rire, un divertissement composé de sketches d'humoristes célèbres, des extraits de chanteurs de variétés et reçoit des invités qu'il interviewe. Cette émission est remplacée en septembre 2019 par Samedi d'en rire présentée par Jean-Luc Lemoine.
En 2010, il prête sa voix à Philippe Khorsand dans la saison 8 de la série Une famille formidable, le comédien étant mort deux ans plus tôt et son personnage réapparaissant grâce à des effets spéciaux.
En 2019, il participe à l'émission de TF1 Mask Singer animée par Camille Combal. Il y chante sous le costume du « Dino » et est éliminé après quatre semaines de participation.
Il a 188 voix à son actif.

### Restauration de patrimoine
Amateur de vieilles pierres, Yves Lecoq s'attache à remettre en valeur des propriétés.
Il achète en 1975 le château d'Hédauville (Somme), puis le revend pour acquérir, en 1980, le château de Suzanne, qu'il restaure jusqu'en 1998. En 1995, il achète le château de Villiers-le-Bâcle, dans l'Essonne, à 15 km au sud-ouest de Paris, commune où il résida et dont il fut conseiller municipal. Il revend cette demeure fin 2021 à Xavier Niel pour 9 millions d'euros.
Il acquiert en 2008, le château de Chambes en Charente, région d'origine de ses grands-parents maternels Duboys de La Vigerie, et, en décembre 2011, il achète le château de Chalais, ancienne résidence des Talleyrand-Périgord. En novembre 2022, il annonce qu'il met en vente ce dernier château. Il est décoré en août 2023 de la médaille d'or par la Société d'Encouragement Au Bien de la Charente pour son investissement financier et patrimonial dans le château de Chambes.
De 1992 à 2022, il a aussi été le propriétaire du château de Maisonseule, à Saint-Basile (Ardèche), édifice médiéval converti en colonie de vacances qu'il revendit après l'avoir restauré.

## Théâtre
- 1987 : Y'a pas qu'Agatha de Jacques Bedos, mise en scène René Clermont, théâtre de la Renaissance
- 1988 : Lecoq fait l'œuf, théâtre Marigny
- 1995 : Le Portefeuille de Pierre Sauvil et Éric Assous, mise en scène Jean-Luc Moreau, théâtre Saint-Georges

## Télévision
- 1977 : Le Grand Concours de la chanson française 1977 : coprésentation avec Évelyne Leclercq (TF1)
- 1980-1981 : Suivez Lecoq (Antenne 2)
- 1987 : L'Académie des neuf (Antenne 2)
- 1988-2018 : Les Guignols de l'info (Canal +) : voix de nombreux personnages
- 1989-1990 : Tout le monde il est gentil (La Cinq)
- 1989 et 1990 : Élection de Miss France 1990 et Miss France 1991 (FR3)
- 1991 : Lecoq Un (TF1)
- 1991 : Lecoq Tel (La Cinq)
- 1994-1995 : Éclats de rire (France 2)
- 1995 : Crise de rire (TF1)
- 1995 : Les Animolympiades (France 3)
- 1996-1997 : Graines de star (M6) : animateur
- 1997 : D'histoire en rire (TF1)
- 2005-2019 : Les Grands du rire (France 3)
- 2011 : Les Globes de cristal (France 3)
- 2013 : Les Globes de cristal : coprésentation avec Véronique Mounier (Chérie 25)
- 2015 : Quand les femmes nous font rire (France 3)
- 2019 : Mask Singer (TF1) : participant sous le costume du Dino
- 2020 : Capitaine Marleau, épisode Au nom du fils (3.8) : l'évêque
- 2022 : Hôtel du temps de Thierry Ardisson (France 3) : voix de François Mitterrand et Eddie Barclay[24]

## Doublage

### Cinéma
- Small Soldiers : Chip Hazard, Archer, Insaniac et Troglokhan
- Docteur Dolittle : Lucky
- Taxi 2 : Jacques Chirac
- Animaux et Cie : Charles le coq

### Jeux vidéo
- Adidas Power Soccer 98 : Commentateur
- Les Cochons de guerre : Bruce, Sean, Stan, Hiro, Fedor, Igor, Thomass, Otto

### Discographie
- La Giscardanse (1975)
- Vivre d'aimer[25] (Face A) / Prends la vie comme elle vient[26] (Face B) (1976)
- Yves Lecoq chante Trenet - Multicoq / L'Autre Distribution (2013)

## Distinctions

### Décoration
- Médaille d'or de la Société d'Encouragement Au Bien (2023)[22]

## Publications
- Mémoires d'un Guignol, éd. Robert Laffont, 2007  (ISBN 978-2221105337)
- Fou de châteaux, photos de Roland Beaufre, éd. du Chêne, 2009, 191 pages  (ISBN 978-2842779894)